# Élections au Parlement de Catalogne de 2015
Les élections au Parlement de Catalogne de 2015 (en catalan : Eleccions al Parlament de Catalunya de 2015, en occitan : Eleccions ath Parlament de Catalonha de 2015, en espagnol : Elecciones al Parlamento de Cataluña de 2015), ou élections autonomiques, sont les élections des 135 députés de la onzième législature du Parlement de Catalogne le 27 septembre 2015 pour un mandat de quatre ans.

## Contexte
Le 15 janvier 2015 Artur Mas annonce son intention de convoquer de nouvelles élections et d'en faire un vote sur l'indépendance de la Catalogne, ainsi que se présenter à la tête d'une coalition réunissant tous les partis indépendanistes.
Néanmoins en juin 2015, la Convergence démocratique de Catalogne (CDC), le parti de Mas, et l'Union démocratique de Catalogne (UDC), son partenaire au sein de la coalition Convergence et Union (CiU), annoncent la rupture de leur alliance en raison de leurs désaccords stratégiques dans le processus d'accès à l'indépendance,. La CDC forme alors une coalition électorale trans-partisane, nommée Ensemble pour le oui, avec la Gauche républicaine de Catalogne (ERC) et plusieurs organisations culturelles comme l'Assemblée nationale catalane, Òmnium Cultural et l'Association de communes pour l'indépendance. La Candidature d'unité populaire (CUP) a été invitée à se joindre à la liste, mais a refusé cette proposition, préférant se présenter seule.
Une seconde coalition est créée à l'occasion de ces élections, Catalogne oui c'est possible, rassemblant Initiative pour la Catalogne Verts (ICV), Gauche unie et alternative (EUiA), Podemos et Equo.

## Principaux partis et chefs de file
| Formation | Formation | Idéologie                                                              | Chef de file         | Résultats en 2012                                     |
| --------- | --- | ---------------------------------------------------------------------- | -------------------- | ----------------------------------------------------- |
|           | Ensemble pour le oui (JxSí) - Convergence démocratique de Catalogne - Gauche républicaine de Catalogne - Démocrates de Catalogne - Catalogne Oui - Reagrupament | Indépendantisme Catalanisme Coalition Centre droit Gauche républicaine | Artur Mas            | - CDC : 37,03 %, 50 sièges - ERC : 13,70 %, 21 sièges |
|           | Parti des socialistes de Catalogne (PSC) | Centre gauche                                                          | Miquel Iceta         | 14,43 % 20 sièges                                     |
|           | Parti populaire catalan (PP) | Droite                                                                 | Xavier García Albiol | 12,99 % 19 sièges                                     |
|           | Catalogne oui c'est possible (CSQP) - Gauche unie et alternative - Initiative pour la Catalogne Verts - Podemos - Equo                                          | Gauche alternative Catalanisme                                         | Lluís Rabell         | ICV-EUiA : 9,89 % 13 sièges                           |
|           | Union démocratique de Catalogne (UDC) | Centre droit Catalanisme                                               | Ramon Espadaler (es) | 37,03 % 50 sièges                                     |
|           | Ciutadans (C's) | Centre droit Unionisme                                                 | Inés Arrimadas       | 7,58 % 9 sièges                                       |
|           | Candidature d'unité populaire (CUP) | Indépendantisme Gauche radicale Catalanisme                            | Antonio Baños        | 3,48 % 3 sièges                                       |

## Sondages
| Date          | Institut  | JS   | PSC  | PP  | CSQP | UDC | C's  | CUP | Autres | Avance |
| ------------- | --------- | ---- | ---- | --- | ---- | --- | ---- | --- | ------ | ------ |
| Date          | Institut  |      |      |     |      |     |      |     | Autres | Avance |
| 6–9 juillet   | Feedback  | 46,7 | 7,5  | 6,6 | 17,5 | 3,3 | 17,0 | -   | 1,4    | 29,2   |
| 16–23 juillet | NC-Report | 35,8 | 12,0 | 8,2 | 12,8 | 4,6 | 19,1 | 4,2 | 3,3    | 16,7   |
| 21 juillet    | JM&A      | 39,2 | 7,6  | 6,7 | 17,0 | 3,6 | 15,7 | 7,2 | 3,0    | 22,2   |

## Résultats

### Voix et sièges
Six listes électorales sont représentées au Parlement.
Les indépendantistes (les listes d'Ensemble pour le oui et de la Candidature d'unité populaire) obtiennent la majorité absolue des sièges (72) et 1 966 508 voix soit 47,5 % des suffrages exprimés.
Les autres partis favorables à un scrutin d'autodétermination sans se positionner ni pour ni contre l'indépendance, autrement qu'à titre personnel de leurs leaders, ont obtenu 486 844 voix (11,84 %) essentiellement pour la Catalogne oui c'est possible (8,94 % des voix et 11 sièges), l'Union démocratique de Catalogne (2,51% des voix) et différentes listes alternatives (0,39 % des voix).
Les partis unionistes ne représentent que 39,5 % des suffrages et 52 sièges (Cs, PSC et PP). Le Parti Populaire avec 8,49 % des voix (du président du gouvernement Mariano Rajoy) apparaît comme le grand perdant de l'élection face à la montée du parti Ciutadans.
|                          |                                                         |           |       |       |        |               |  |  |  |  |  |  |  |  |
| Parti                    | Parti                                                   | Voix      | %     | +/-   | Sièges | +/-           |  |  |  |  |  |  |  |  |
|                          | Ensemble pour le oui (JxSi)                             | 1 628 714 | 39,59 | 4,82  | 62     | 9             |  |  |  |  |  |  |  |  |
|                          | Ciutadans (Cs)                                          | 736 364   | 17,90 | 10,33 | 25     | 16            |  |  |  |  |  |  |  |  |
|                          | Parti des socialistes de Catalogne (PSC)                | 523 283   | 12,72 | 1,67  | 16     | 4             |  |  |  |  |  |  |  |  |
|                          | Catalogne oui c'est possible (CSQP)                     | 367 613   | 8,94  | 0,96  | 11     | 2             |  |  |  |  |  |  |  |  |
|                          | Parti populaire catalan (PP)                            | 349 193   | 8,49  | 4,49  | 11     | 8             |  |  |  |  |  |  |  |  |
|                          | Candidature d'unité populaire (CUP)                     | 337 794   | 8,21  | 4,73  | 10     | 7             |  |  |  |  |  |  |  |  |
|                          | Union démocratique de Catalogne (UDC)                   | 103 293   | 2,51  | Nv.   | 0      | en stagnation |  |  |  |  |  |  |  |  |
|                          | Parti animaliste contre la maltraitance animale (PACMA) | 30 157    | 0,73  | 0,16  | 0      | en stagnation |  |  |  |  |  |  |  |  |
|                          | Recortes Cero-Grupo Verde (RC-GV)                       | 14 444    | 0,35  | Nv.   | 0      | en stagnation |  |  |  |  |  |  |  |  |
|                          | Gagnons la Catalogne                                    | 1 167     | 0,03  | Nv.   | 0      | en stagnation |  |  |  |  |  |  |  |  |
|                          | Pirates de Catalogne                                    | 327       | 0,01  | 0,49  | 0      | en stagnation |  |  |  |  |  |  |  |  |
|                          | Vote blanc                                              | 21 895    | 0,53  | 0,93  |        |               |  |  |  |  |  |  |  |  |
|                          |                                                         |           |       |       |        |               |  |  |  |  |  |  |  |  |
| Suffrages exprimés       | Suffrages exprimés                                      | 3 084 048 | 99,61 |       |        |               |  |  |  |  |  |  |  |  |
| Votes nuls               | Votes nuls                                              | 15 952    | 0,39  |       |        |               |  |  |  |  |  |  |  |  |
| Total                    | Total                                                   | 4 130 196 | 100   | -     | 135    | en stagnation |  |  |  |  |  |  |  |  |
| Abstention               | Abstention                                              | 1 380 657 | 25,05 |       |        |               |  |  |  |  |  |  |  |  |
| Inscrits / participation | Inscrits / participation                                | 5 510 837 | 74,95 |       |        |               |  |  |  |  |  |  |  |  |

#### Par circonscription
| Circonscriptions | Circonscriptions | Barcelone | Barcelone | Barcelone | Barcelone     | Gérone  | Gérone  | Gérone | Gérone        | Lleida  | Lleida  | Lleida | Lleida        | Tarragone | Tarragone | Tarragone | Tarragone     |
| ---------------- | ---------------- | --------- | --------- | --------- | ------------- | ------- | ------- | ------ | ------------- | ------- | ------- | ------ | ------------- | --------- | --------- | --------- | ------------- |
|                  |                  |           |           |           |               |         |         |        |               |         |         |        |               |           |           |           |               |
| Sièges           | Sièges           | 85        | 85        | 85        | en stagnation | 17      | 17      | 17     | en stagnation | 15      | 15      | 15     | en stagnation | 18        | 18        | 18        | en stagnation |
|                  |                  |           |           |           |               |         |         |        |               |         |         |        |               |           |           |           |               |
|                  |                  | Nombre    | Nombre    | %         | %             | Nombre  | Nombre  | %      | %             | Nombre  | Nombre  | %      | %             | Nombre    | Nombre    | %         | %             |
| Inscrits         | Inscrits         | 4 124 349 | 4 124 349 | 100,00    | 100,00        | 510 825 | 510 825 | 100,00 | 100,00        | 313 737 | 313 737 | 100,00 | 100,00        | 561 926   | 561 926   | 100,00    | 100,00        |
| Abstentions      | Abstentions      | 1 029 987 | 1 029 987 | 24,97     | 24,97         | 122 912 | 122 912 | 24,06  | 24,06         | 82 733  | 82 733  | 26,37  | 26,37         | 145 009   | 145 009   | 25,81     | 25,81         |
| Votants          | Votants          | 3 094 362 | 3 094 362 | 75,03     | 75,03         | 387 913 | 387 913 | 75,94  | 75,94         | 231 004 | 231 004 | 73,63  | 73,63         | 416 917   | 416 917   | 74,19     | 74,19         |
| Nuls             | Nuls             | 10 314    | 10 314    | 0,33      | 0,33          | 2 050   | 2 050   | 0,53   | 0,53          | 1 171   | 1 171   | 0,51   | 0,51          | 2 417     | 2 417     | 0,58      | 0,58          |
| Exprimés         | Exprimés         | 3 084 048 | 3 084 048 | 99,67     | 99,67         | 385 863 | 385 863 | 99,47  | 99,47         | 229 833 | 229 833 | 99,49  | 99,49         | 414 500   | 414 500   | 99,42     | 99,42         |
|                  |                  |           |           |           |               |         |         |        |               |         |         |        |               |           |           |           |               |
| Partis           | Partis           | Voix      | %         | Sièges    | +/−           | Voix    | %       | Sièges | +/−           | Voix    | %       | Sièges | +/−           | Voix      | %         | Sièges    | +/−           |
|                  | JxSi             | 1 112 922 | 36,09     | 32        | 6             | 216 333 | 56,06   | 11     | 1             | 126 922 | 55,22   | 10     | 1             | 172 537   | 41,63     | 9         | 1             |
|                  | Cs               | 581 032   | 18,84     | 17        | 9             | 48 346  | 12,53   | 2      | 2             | 26 612  | 11,58   | 2      | 2             | 80 374    | 19,39     | 4         | 3             |
|                  | PSC              | 421 487   | 13,67     | 12        | 2             | 33 416  | 8,66    | 1      | 1             | 19 364  | 8,43    | 1      | en stagnation | 49 016    | 11,83     | 2         | 1             |
|                  | CSQP             | 312 527   | 10,13     | 9         | 1             | 18 399  | 4,77    | 1      | en stagnation | 9 879   | 4,30    | 0      | 1             | 26 808    | 6,47      | 1         | en stagnation |
|                  | PP               | 272 804   | 8,85      | 8         | 4             | 22 660  | 5,87    | 1      | 1             | 16 761  | 7,29    | 1      | 1             | 36 968    | 8,92      | 1         | 2             |
|                  | CUP              | 255 328   | 8,28      | 7         | 4             | 33 117  | 8,58    | 1      | 1             | 18 736  | 8,15    | 1      | 1             | 30 613    | 7,39      | 1         | 1             |
|                  | UDC              | 75 700    | 2,45      | 0         | en stagnation | 8 295   | 2,15    | 0      | en stagnation | 8 178   | 3,56    | 0      | en stagnation | 11 120    | 2,68      | 0         | en stagnation |
|                  | Autres           | 36 755    | 1,19      |           |               | 3 229   | 0,84    |        |               | 1 658   | 0,72    |        |               | 4 453     | 1,07      |           |               |
|                  | Blanc            | 15 493    | 0,50      | 2 068     | 0,54          | 1 723   | 0,75    | 2 611  | 0,63          |         |         |        |               |           |           |           |               |

### Conséquences
N'ayant remporté que 62 sièges, JxSí ne possède pas de majorité absolue. Par conséquent, la coalition cherche à obtenir le soutien de la CUP. En janvier 2016, les membres de la CUP se divisent sur le soutien à apporter à un gouvernement mené par Artur Mas. Face à l'impossibilité de former un gouvernement, la dissolution du Parlement de Catalogne est prévue pour le 10 janvier et de nouvelles élections sont prévues pour le mois de mars. Toutefois, un accord de dernière minute est trouvé entre JxSí et la CUP, afin d'assurer la formation d'un gouvernement indépendantiste, mais sans Artur Mas à sa tête
Le 12 janvier, Carles Puigdemont est élu président de la Généralité de Catalogne.